# تشاه نخ كوه (يونسي)
تشاه نخ کوه (بالإنجليزية: Chah-e Nakh Kuh)‏ هي مستوطنة تقع في إيران في قسم يونسي الريفي.